# Alejandro María Aguado
Alejandro María de Aguado y Remírez de Estenoz, en francés Alexandre Aguado (Sevilla, 29 de junio de 1784-Gijón, 12 de abril de 1842), primer marqués de las Marismas del Guadalquivir, fue un militar, banquero y mecenas español afrancesado.

## Orígenes
Alejandro María de Aguado nació en Sevilla el 29 de junio de 1784. Hijo de Alejandro Aguado y Angulo, segundo conde de Montelirios y de Mariana Remírez de Estenoz y Herrera, de ilustre y rica familia sevillana, descendiente de judíos portugueses  Inició sus estudios en Sevilla, donde recibió una buena formación matemática.

## Vida militar
En 1799 ingresó como cadete en el regimiento de infantería Jaén, de donde pasó en junio de 1808 al Cuarto Batallón de Voluntarios de Sevilla, participando en las batallas de Tudela y Uclés contra las tropas napoleónicas. Ocupada Sevilla por los franceses se alistó en las filas del ejército de José I Bonaparte, siendo incorporado como edecán del Estado Mayor del mariscal Jean de Dieu Soult. Como coronel del regimiento de Lanceros españoles combatió en La Albuera y fue nombrado comandante militar del condado de Niebla. Cuando los franceses fueron derrotados por las fuerzas coaligadas mandadas por Wellington, se exilió a Francia, rechazó el nombramiento de gobernador de Martinica y abandonó la carrera militar.

## Comerciante y banquero
Su actividad comercial se inició como proveedor del ejército francés en Andalucía, con la probable ayuda del mariscal Soult. En 1813 salió hacia Francia. Casado con Carmen Victoria Moreno tuvo tres hijos, todos ellos nacidos en este país. En 1815 solicitó la nacionalidad francesa, que le fue concedida en 1830. Con el apoyo de sus contactos familiares establecidos en Cuba, México y Cádiz, creó en París varias empresas de importación y venta de vinos, aceite y frutas y de fabricación y venta de perfumes, procedentes de América y Andalucía. En 1821 inició sus primeras operaciones en la bolsa de París y se vinculó a los banqueros Fould y Pereire. En 1824 se hizo cargo de la gestión en París del Empréstito Real, en momentos en que ningún banquero europeo quería asumir riesgos con España, sumida en una catastrófica crisis económica. En 1828 y 1830 suscribió dos nuevos empréstitos con el rey Fernando VII y refinanció las deudas que España tenía con el Reino Unido, Francia y Holanda. En agradecimiento el monarca le otorgó el título de marqués de las Marismas del Guadalquivir. Para entonces se había convertido en uno de los grandes banqueros de París y era considerado “el hombre más rico de Francia”.
Avencindado en Évry durante varios años, fue alcalde del municipio; embelleció la localidad y financió la construcción de un puente colgante sobre el Sena entre Ris y Draveil, que recibió su nombre.

## Mecenas
En 1831 Aguado cedió su banco a la casa Ferrere, Lafitte y Cía, quedando como socio comanditario de la misma, y cedió a los banqueros Rothschild su participación en un importante empréstito a Grecia para dedicarse a promocionar destacadas actividades culturales: durante once años - el resto de su vida - fue socio comanditario de la Ópera de París y adquirió el Teatro de los Italianos, financió la revista Revue de Paris y el diario Le Constitutionnel, presidió el Ateneo de París, y formó una de las más importantes colecciones privadas de arte existentes en Francia. Reunió 360 cuadros, principalmente de pintores españoles como Velázquez, Murillo, Ribera, Zurbarán, y también de las escuelas italianas, como Leonardo da Vinci y Rafael y holandesa-flamenca, como Rubens y Rembrandt. Su palacio de París y el Palacio de Petit-Bourg, ubicado en Évry a 25 kilómetros de la capital, se convirtieron en centro de reunión de artistas líricos y del ballet, compositores como Rossini y escritores como Balzac y Nerval.
Su vocación de mecenas y coleccionista de arte no le impidió continuar sus actividades financieras y comerciales. En 1831 obtuvo por 80 años la concesión del canal de Castilla (en sociedad con Javier de Burgos, Gaspar Remisa y el marqués de Casa de Irujo), desecación de las marismas del Guadalquivir, en 1836 adquirió y explotó las bodegas Château Margaux y recibió por Real decreto 52 concesiones mineras de oro, plata, plomo, mercurio y hierro, así como minas de carbón en Asturias. En un viaje que realizó a Asturias para visitar sus minas e inaugurar una ruta de peaje, murió de un fulminante ataque de apoplejía en 1842. Tiene calle dedicada en Gijón. En el exilio permaneció al margen de las alternativas y bandos políticos de su patria (absolutistas y liberales, carlistas y progresistas) y con gran generosidad ayudó a cuantos españoles habían tenido que refugiarse en Francia. Fundó una escuela y un hospicio en Évry y otras localidades[cita requerida] donde tenía grandes posesiones y en todo momento se sintió y proclamó español. Fue sepultado en el cementerio del Père-Lachaise.

## Aguado y José de San Martín
Aguado había nombrado en la década de 1830 a su amigo el general argentino José de San Martín, -compañero de armas en el ejército español, previamente a su pase al ejército napoleónico- su albacea testamentario y tutor de sus hijos, haciéndolo además heredero de todas sus alhajas y condecoraciones personales. El artífice de la independencia de Argentina, Chile y Perú, retirado de la vida política de las naciones americanas, y autoexiliado en Europa, se encargó de la compleja misión de ejecutar el testamento y repartir la inmensa fortuna, que se estimaba en más de sesenta millones de francos, vendiendo las minas y posesiones y la colección de obras de arte que eran la admiración de toda Europa, y que hoy se exponen en importantes museos del mundo.
En septiembre de 1842 José de San Martín le escribió al general Guillermo Miller: 

Mi suerte se halla mejorada, y esta mejora es debida al amigo que acabo de perder, al señor Aguado, el que, aun después de su muerte, ha querido demostrarme los sentimientos de la sincera amistad que me profesaba, poniéndome a cubierto de la indigencia.

## Órdenes de caballería

### Reino de España
- Caballero de la Real y Militar Orden de España (1811)[12]
- Comendador de la Orden de Carlos III.[12]
- Comendador de la Orden de Isabel la Católica.[12]

### Extranjeras
- 1828: Caballero gran cruz de la Legión de Honor.[12] (Reino de Francia)
- Comendador de la Orden del Redentor.[12] (Reino de Grecia)